# Guardalavaca
Guardalavaca es una de las playas más reconocidas de Cuba, situada en la costa atlántica del municipio Banes, en la provincia de Holguín, al oriente de la isla. Es ampliamente conocida por sus aguas cristalinas, su blanca arena y su importancia dentro del desarrollo turístico.

Existen varias versiones sobre el origen de su nombre, aunque no hay certeza definitiva al respecto. La explicación más popular proviene del folklore local: cuando los habitantes divisaban barcos piratas acercándose por el horizonte, alertaban a los vecinos con el grito “¡Guarda la vaca!”, instándolos a esconder el ganado para evitar saqueos.

## Historia

Playa Guardalavaca

Guardalavaca fue uno de los primeros sitios visitados por Cristóbal Colón. durante su llegada a la isla en 1492. En los siglos XVI y XVII la zona sirvió de refugio a corsarios y piratas, y fue escenario del llamado comercio de rescate, nombre que se le daba al contrabando practicado entre los pobladores locales y los bucaneros, intercambiando pieles de ganado por mercancías europeas.
En la década de 1990, con la apertura económica de Cuba tras la caída del bloque socialista, Guardalavaca experimentó un acelerado crecimiento turístico. Se construyeron hoteles de alta categoría y la infraestructura necesaria para recibir a visitantes nacionales e internacionales.

## Turismo
Guardalavaca, junto con otras playas vecinas como Playa Esmeralda, Playa Pesquero y Playa Yuraguanal, constituye el tercer destino turístico más importante de Cuba, tras La Habana y Varadero. En años recientes, el desarrollo de nuevas instalaciones en Ramón de Antilla ha ampliado aún más las capacidades hoteleras de la región y ha diversificado su mercado turístico.
Además del alojamiento en grandes hoteles, también existe la posibilidad de rentar habitaciones en casas particulares de familias cercanas, lo cual ofrece una experiencia más auténtica de la vida local. En estas áreas también han florecido restaurantes privados (llamados paladares) que ofrecen platos tradicionales cubanos e internacionales, complementando así la oferta gastronómica de la zona.
Entre los sitios de interés cercanos se destacan:
- Bioparque Rocazul, un espacio natural donde los visitantes pueden disfrutar de senderismo, montar a caballo y conocer especies endémicas de la flora y fauna cubana.
- Delfinario Bahía de Naranjo, ubicado en la bahía del mismo nombre, que permite la interacción con delfines en un entorno natural controlado.
- Chorro de Maíta, declarado Monumento Nacional en 1991, este sitio arqueológico es uno de los más importantes de Cuba. Allí se conserva un cementerio indígena con más de un centenar de enterramientos pertenecientes a los taínos, el pueblo aborigen que habitaba la isla antes de la llegada de los europeos. En el museo que exhiben restos arqueológicos y una reconstrucción de una aldea taína, permitiendo a los visitantes adentrarse en la vida y cultura de los primeros habitantes del territorio.

## Ubicación

Hotel Club Amigo Atlántico Guardalavaca

Guardalavaca se encuentra a aproximadamente 60 km de la ciudad de Holguín, donde está situado el Aeropuerto Internacional Frank País, principal vía de acceso para los turistas. Además, está a unos 30 km de la ciudad de Banes, cabecera municipal, y a 25 km de Santa Lucía, capital del municipio Rafael Freyre.

## Clima
Guardalavaca posee un clima tropical cálido y húmedo, típico de la costa norte oriental de Cuba. Las temperaturas promedio oscilan entre los 24 °C en los meses más frescos (enero y febrero) y los 31 °C durante los meses más cálidos (julio y agosto). La temporada seca va de noviembre a abril, coincidiendo con el mayor flujo turístico. Durante los meses de verano y otoño (junio a octubre), las lluvias son más frecuentes y existe mayor probabilidad de tormentas tropicales.

## Flora y fauna
Esta región, al igual que gran parte de la costa norte oriental de Cuba, posee una rica biodiversidad tanto terrestre como marina. En sus alrededores abundan especies vegetales como el almácigo, el marabú, el jagüey y distintas variedades de palmas, así como matorrales costeros y vegetación de manglar que cumplen un importante rol ecológico.
En cuanto a la fauna, es común observar aves como el tocororo (ave nacional de Cuba), el cartacuba, los zunzunes (colibríes), y diversas especies de garzas y pelícanos en la zona costera. En los arrecifes coralinos próximos a la costa habita una gran variedad de peces tropicales, así como estrellas de mar, langostas y crustáceos.
Además, en áreas cercanas como el Bioparque Rocazul o el parque Bahía de Naranjo, se pueden encontrar programas de conservación y espacios donde los visitantes pueden interactuar de forma responsable con la naturaleza, observar especies autóctonas y disfrutar de senderos ecológicos guiados.

## Infraestructura hotelera

Hotel en Guardalavaca

En Guardalavaca se encuentran varios hoteles de categoría 4 y 5 estrellas, entre ellos:
- Brisas Guardalavaca
- Club Amigo Atlántico Guardalavaca
- Starfish Holguín
- Gran Muthu Almirante Beach Hotel (conocido durante su construcción como Albatros)

La zona cuenta también con un centro comercial llamado Los Flamboyanes, donde se pueden adquirir artesanías, recuerdos, productos básicos y más. Además, operan tres agencias de viaje (Cubatur, Viajes Cubanacán y Havanatur), un banco internacional (BFI), puntos de renta de autos y burós de turismo.
A unos 10 km se encuentra la Marina Marlin, desde donde se organizan excursiones acuáticas, como paseos en catamarán, pesca deportiva y otras actividades náuticas.